# TJ Poľana Opatová
Telovýchovná jednota Poľana Opatová byl poslední název fotbalového klubu z Opatové, která je od roku 1966 součástí Lučence. Oddíl zanikl na konci 60. let 20. století sloučením s Lučencem.
Největším úspěchem klubu byla druholigová účast v ročnících 1951, 1952, 1953 a 1954. Třetí nejvyšší soutěže se účastnil naposled v sezoně 1955.
Svoje domácí utkání hrál v Lučenci-Opatové v Továrenské ulici.

## Historické názvy
Zdroj: 
- 1948 – JTO Sokol Slovena Opatová (Jednotná telovýchovná organizácia Sokol Slovena Opatová)
- 1949 – ZSJ Poľana Opatová (Závodná sokolská jednota Poľana Opatová)
- 1953 – DŠO Iskra Opatová (Dobrovoľná športová organizácia Iskra Opatová)
- 1957 – TJ Iskra Opatová (Telovýchovná jednota Iskra Opatová)
- 196? – TJ Poľana Opatová (Telovýchovná jednota Poľana Opatová)
- 196? – zanikl sloučením s Lučencem

## Stručná historie klubu
Největší úspěchy klubu jsou spojeny s první polovinou 50. let 20. století. Nejznámějším fotbalistou, který za Poľanu Opatová nastupoval, byl Ladislav Kačáni v letech 1950–1952.
Roku 1951 se Poľana Opatová probojovala do krajského finále Československého poháru, v němž prohrála s mužstvem Železničiari Zvolen 2:3 venku (1. zápas) a 1:2 doma (odveta).

## Umístění v jednotlivých sezonách
Stručný přehled
Zdroj: 
- 1949: Mistrovství Banskobystrického kraje
- 1950: Oblastní soutěž – sk. D
- 1951–1952: Krajská soutěž – Banská Bystrica
- 1953–1954: II. liga (Celostátní československá soutěž)
- 1955: Oblastní soutěž – sk. E

Jednotlivé ročníky
Zdroj: 
Legenda: Z – zápasy, V – výhry, R – remízy, P – porážky, VG – vstřelené góly, OG – obdržené góly, +/− – rozdíl skóre, B – body, červené podbarvení – sestup, zelené podbarvení – postup, fialové podbarvení – reorganizace, změna skupiny či soutěže
| Československo (1949 – 1955) |                                     |        |    |    |   |    |     |    |      |    |        |
| Sezóny                       | Liga                                | Úroveň | Z  | V  | R | P  | VG  | OG | +/−  | B  | Pozice |
| 1949                         | Mistrovství Banskobystrického kraje | 3      | 26 | 23 | 3 | 0  | 130 | 17 | +113 | 49 | 1.     |
| 1950                         | Oblastní soutěž – sk. D             | 3      | 22 | 10 | 2 | 10 | 46  | 31 | +15  | 22 | 7.     |
| 1951                         | Krajská soutěž – Banská Bystrica    | 2      | 18 | 14 | 1 | 3  | 76  | 22 | +54  | 29 | 2.     |
| 1952                         | Krajská soutěž – Banská Bystrica    | 2      | 22 | 18 | 3 | 1  | 75  | 22 | +53  | 39 | 1.     |
| 1953                         | II. liga – sk. B                    | 2      | 11 | 3  | 2 | 6  | 13  | 32 | −19  | 8  | 10.    |
| 1954                         | II. liga – sk. B                    | 2      | 18 | 4  | 3 | 11 | 10  | 46 | −36  | 11 | 8.     |
| 1955                         | Oblastní soutěž – sk. E             | 3      | 22 | 3  | 2 | 17 | 28  | 61 | −33  | 8  | 12.    |